# Renault RE50
La Renault RE50 è una vettura da competizione realizzata dalla Renault nel 1984.

## Sviluppo
La vettura venne realizzata per competere nel campionato del mondo di Formula 1 del 1984.

## Tecnica
Progettata da Michel Tétu e Bernard Dudot, l'auto era dotata di un telaio monoscocca in fibra di carbonio. Come propulsore era equipaggiato un Renault Gordini EF4 V6 gestito da un cambio Hewland a cinque marce manuale. Gli pneumatici erano forniti dalla Michelin.

## Attività sportiva
Dopo la sconfitta del 1983, la Renault licenziò Prost, accasatosi alla McLaren, ed assunse Patrick Tambay e Derek Warwick. Le prove precedenti l'inizio del campionato lasciavano pensare ad un notevole potenziale da parte della squadra francese, ma alla prova dei fatti i risultati furono piuttosto deludenti: nelle prime gare ci furono problemi di consumo (la nuova formula regolamentare prevedeva un quantitativo massimo di carburante e divieto di rifornimento) ed i due secondi posti ottenuti furono una sorta di fuoco di paglia. A Monaco i due piloti si urtarono alla prima curva, e Tambay ne uscì con una ferita alla gamba che gli fece saltare una gara. Nel resto della stagione ottenne punti solo in altre due occasioni, mentre Warwick ottenne due podi. Visto anche il dominio della McLaren-Porsche, i piloti Renault non furono mai davvero in lotta per il titolo (e nemmeno per le vittorie nelle singole gare). A fine anno la Renault era scesa al 5º posto della classifica costruttori, con un totale di 34 punti.

## Risultati sportivi
| Anno | Team               | Motore                 | Gomme | Piloti  |     |     |   |     |     |     |     |     |     |    |   |     |     |     |     |     | Punti | Pos. |
| ---- | ------------------ | ---------------------- | ----- | ------- | --- | --- | - | --- | --- | --- | --- | --- | --- | -- | - | --- | --- | --- | --- | --- | ----- | ---- |
| 1984 | Equipe Renault Elf | Renault-Gordini EF4 V6 | M     | Tambay  | 5*  | Rit | 7 | Rit | 2   | Rit |     | Rit | Rit | 8* | 5 | Rit | 6   | Rit | Rit | 7   | 34    | 5º   |
| 1984 | Equipe Renault Elf | Renault-Gordini EF4 V6 | M     | Warwick | Rit | 3   | 2 | 4   | Rit | Rit | Rit | Rit | Rit | 2  | 3 | Rit | Rit | Rit | 11* | Rit | 34    | 5º   |
| 1984 | Equipe Renault Elf | Renault-Gordini EF4 V6 | M     | Streiff |     |     |   |     |     |     |     |     |     |    |   |     |     |     |     | Rit | 34    | 5º   |

| Legenda | 1º posto     | 2º posto | 3º posto    | A punti         | Senza punti/Non class.  | Grassetto – Pole position Corsivo – Giro più veloce |
| Legenda | Squalificato | Ritirato | Non partito | Non qualificato | Solo prove/Terzo pilota | Grassetto – Pole position Corsivo – Giro più veloce |

(*) Indica quei piloti che non hanno terminato la gara ma sono ugualmente classificati avendo coperto, come previsto dal regolamento, almeno il 90% della distanza totale.